# Idealism
Idealism è l'album di debutto del duo elettronico tedesco Digitalism.
È stato pubblicato in Giappone il 9 maggio 2007 dalla EMI Music Japan, mentre in Europa è uscito il successivo 21 maggio, da Kitsuné e Virgin Records, e negli States è stato messo in commercio il 5 giugno dello stesso anno.
Le cinque tracce: Idealism, Zdarlight, Digitalism In Cairo, Jupiter Room e Pogo, erano state pubblicate in precedenza come EP.
Successivamente all'uscita dell'album sono state rese disponibili 7 bonus tracks, scaricabili gratuitamente da internet.
Il singolo "Zdarlight" viene utilizzata nello spot pubblicitario della BMW X1, mentre l'altro singolo Pogo fa parte della colonna sonora di FIFA 08.

## Tracce
1. Magnets – 3:50
2. Zdarlight – 5:41
3. I Want I Want – 3:29
4. Idealistic – 4:11
5. Digitalism in Cairo – 4:49
6. Departure from Cairo – 0:54
7. Pogo – 3:46
8. Moonlight – 2:52
9. Anything New – 4:59
10. The Pulse – 4:19
11. Home Zone – 2:09
12. Apollo-Gize – 2:20
13. Jupiter Approach – 1:13
14. Jupiter Room – 5:03
15. Echoes – 3:39

bonus tracks:
1. "Jupiter Room" (Planetary Lobby Version)
2. "Austrasto"
3. "Playground"
4. "TV TV"
5. "Jet Set"
6. "Rock the Pressure"
7. "Saw You in 2 Pieces"